# 배병준
배병준(裵炳俊, 1990년 8월 9일 ~ )은 대한민국의 농구 선수이자, 안양 KGC인삼공사 소속의 농구선수이다.

## 선수 경력
2012-2013시즌 신인드래프트에서 2라운드 5순위로 창원 LG 세이커스의 지명을 받았다. 지명후 팀에서는 식스맨 또는 교체 선수로 들어가 경기를 뛰었다. 그걸다 2018-2019시즌을 앞두고 가드 자원이 급했던 안양 KGC인삼공사로 기승호와 함께 트레이드되었다. 트레이드 후 팀에서 주전 가드로 나와 활약하고 있다. 1라운드에서 8표를 획득하며 이관희를 제치고 기량발전상을 수상하였다.
2019-2020시즌 종료후 우동현을 상대로 서울 SK 나이츠로 트레이드 이적하였다.
2022년 5월 25일,계약기간 1년,보수총액 9천만원으로 김철욱과 함께 안양 KGC인삼공사로 다시 컴백하게 되었다.

## 출신학교
- 회현초등학교
- 용산중학교
- 용산고등학교
- 경희대학교